# Palácio/Paço dos Arcos
O Palácio dos Arcos, ou Paço dos Arcos, localizado em Paço de Arcos, localidade a que deu o nome, no Município de Oeiras e no Distrito de Lisboa, foi construído em finais do século XV por Antão Martins Homem, fidalgo da Casa dos Infantes e 2.º capitão donatário da Vila da Praia (Açores), nos terrenos de uma grande quinta ali existente.
A casa original, destruída na quase totalidade pelo terramoto de 1755 foi reedificada no mesmo século XVIII, apresentando já uma fachada semelhante à actual, com dois torreões ladeando um corpo central com varanda assente em três arcos de volta redonda. Segundo a tradição local, este palácio e os seus arcos deram o nome à vila de Paço de Arcos.
Da sua varanda, voltada para o Rio Tejo, é referido que o rei D. Manuel I terá assistido por várias vezes à partida das naus para a Índia.
O morgadio de Paço de Arcos, com sede no palácio, foi criado em 1698 por D. Teresa Eufrásia de Meneses, sua proprietária à data, e herdado desta forma pelos Senhores das Alcáçovas e sucessivos descendentes, dos Lencastre e Saldanha até aos Condes de Arrochela, cujos herdeiros venderam a utilização do edifício à Câmara Municipal de Oeiras em 2001.
O edifício actual, com planta em L, é marcado pela referida fachada sudeste com arcos, flanqueada por dois torreões pentagonais que enquadram um corpo central no piso térreo com três arcos de volta perfeita suportando uma varanda-terraço com guarda em ferro que ainda exibe a pedra de armas dos Lencastre e Saldanha.
O acesso principal faz-se pela fachada oposta, aberta por portal de verga recta encimado por janela de sacada.
A área construída do palácio inclui uma capela dedicada desde o início a Nossa Senhora do Rosário, voltada para o pátio central do palácio. É aberta por portal de verga recta sob empena triangular, e conserva um retábulo barroco em mármore com colunas pseudo-salomónicas.
A propriedade conserva ainda os seus belos jardins em terraço, uma mata e uma área agrícola, com algumas casas térreas, cavalariças, poço, tanque de rega e casa de fresco decorada com embrechados de porcelana chinesa.
A Câmara Municipal de Oeiras decidiu autorizar a instalação no Palácio dos Arcos de uma unidade hoteleira, pelo que foram feitas obras de recuperação do edifício e jardins. Atualmente o Palácio alberga um hotel da chancela Vila Galé Hotéis.